# Brassempouy
Brassempouy è un comune francese di 316 abitanti situato nel dipartimento delle Landes nella regione della Nuova Aquitania.
Vicino al villaggio vi sono due grotte, note come Galerie des Hyènes e la Grotte du Pape che furono i primi siti paleolitici esplorati in Francia e nelle quali fu ritrovata, nel 1892, la Venere di Brassempouy, un frammento di statuetta in avorio rappresentante un volto umano.

## Società

### Evoluzione demografica
Abitanti censiti

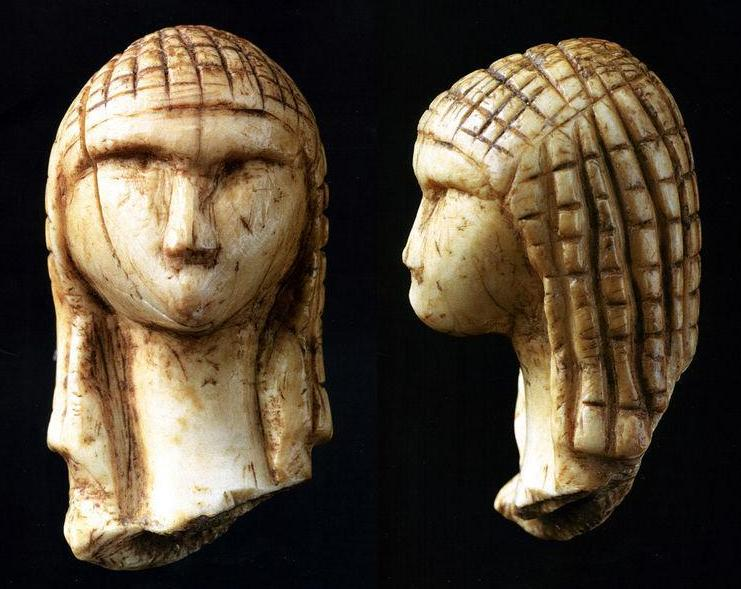
La « Dame à la capuche »
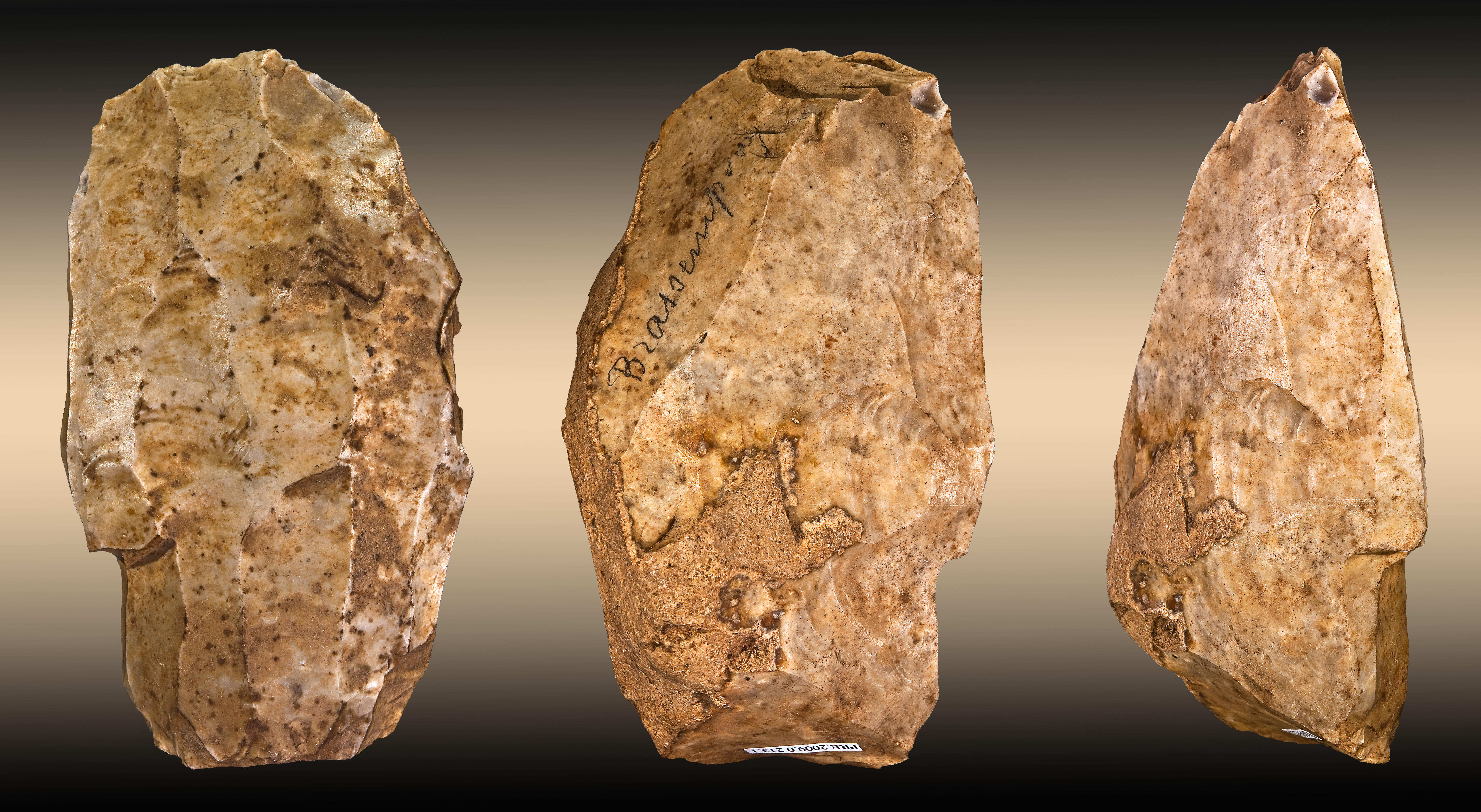
Nucléus – Paléolithique supérieur – Brassempouy - Muséum de Toulouse
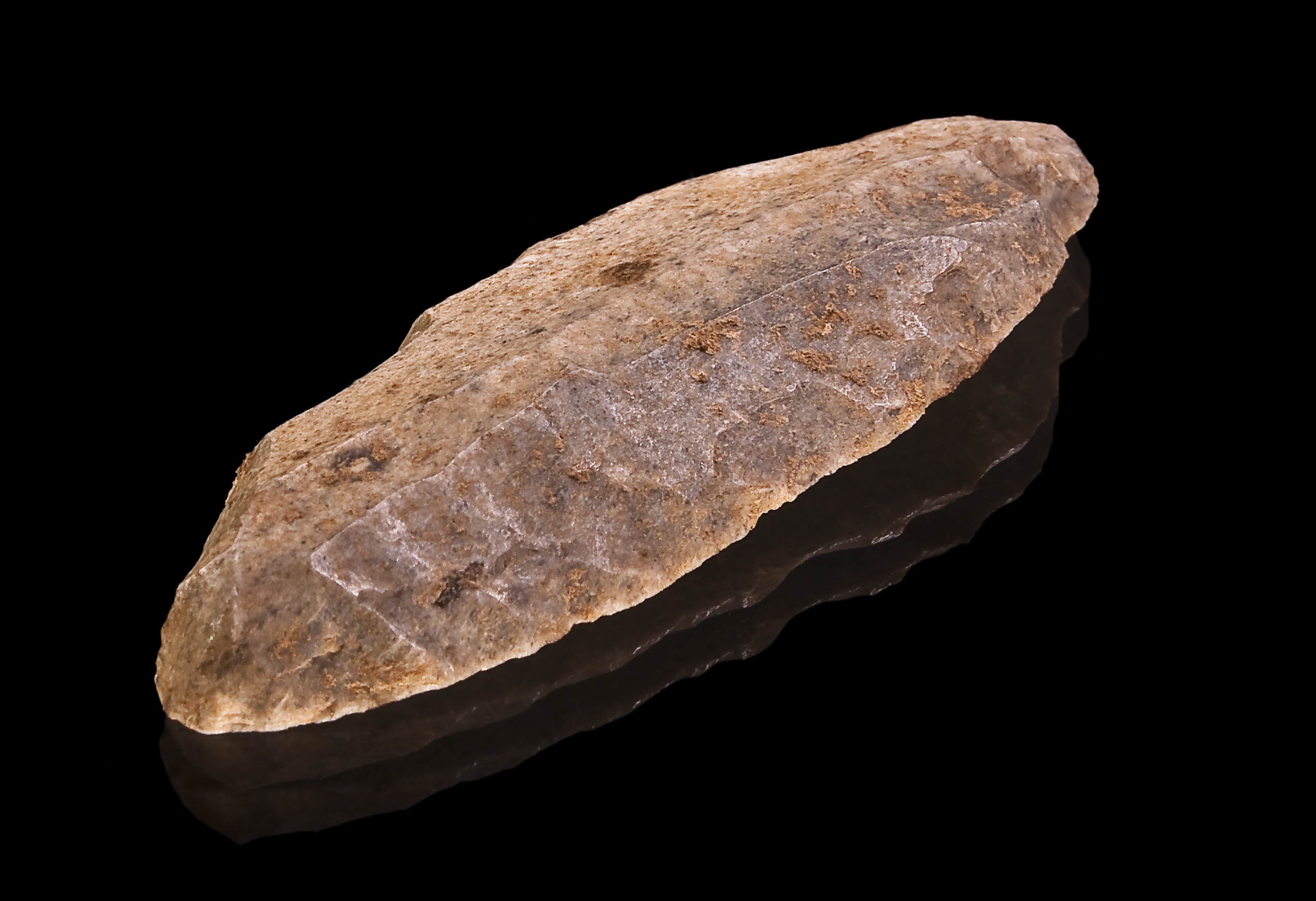
Lame - Paléolithique supérieur - Brassempouy - Muséum de Toulouse
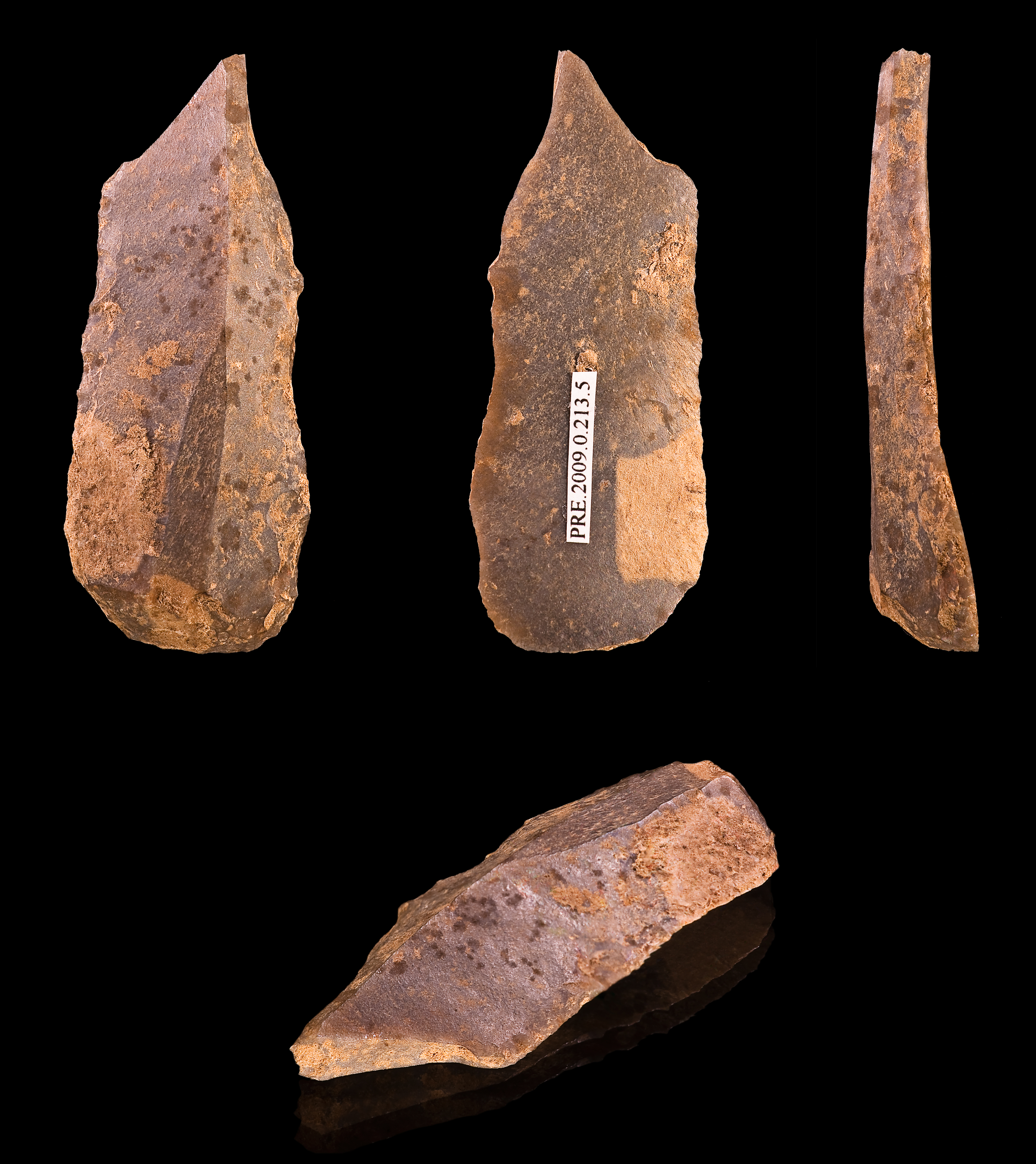
Burin - Paléolithique supérieur - Brassempouy - Muséum de Toulouse